# Naturschutzgebiet Seebachtal
Das Naturschutzgebiet Seebachtal liegt im Westerwaldkreis in Rheinland-Pfalz. Es liegt auf dem Gebiet der Gemeinden Pottum und Winnen.

## Beschreibung
Das 46,2 ha große Gebiet, das im Jahr 1987 unter Naturschutz gestellt wurde, liegt im südlichen Gemeindegebiet von Pottum und im nördlichen Gemeindegebiet von Pottum. Hier bildet der Seebach die Grenze, kurz bevor er in den Wiesensee einfließt. Schutzzweck ist die Erhaltung des Feuchtgebietes als Standort seltener in ihrem Bestand bedrohter wildwachsender Pflanzen und Pflanzengesellschaften, als Lebensraum bestandsbedrohter Tierarten und aus wissenschaftlichen Gründen.